# Unka
 Ovo je glavno značenje pojma Unka. Za druga značenja pogledajte Unka (rod zrikavaca).
Unka je naselje u općini Bosanski Brod, Republika Srpska, BiH.

## Stanovništvo
Nacionalni sastav stanovništva 1991. godine, bio je sljedeći:
ukupno: 396
- Srbi - 221
- Hrvati - 171
- Jugoslaveni - 4